# Landelijke Knokploegen
Landelijke Knokploegen (LKP), deutsch etwa „Nationale Schlägertrupps“, war die Bezeichnung für eine niederländische Widerstandsorganisation während der Zeit der deutschen Besetzung der Niederlande im Zweiten Weltkrieg.

## Geschichte

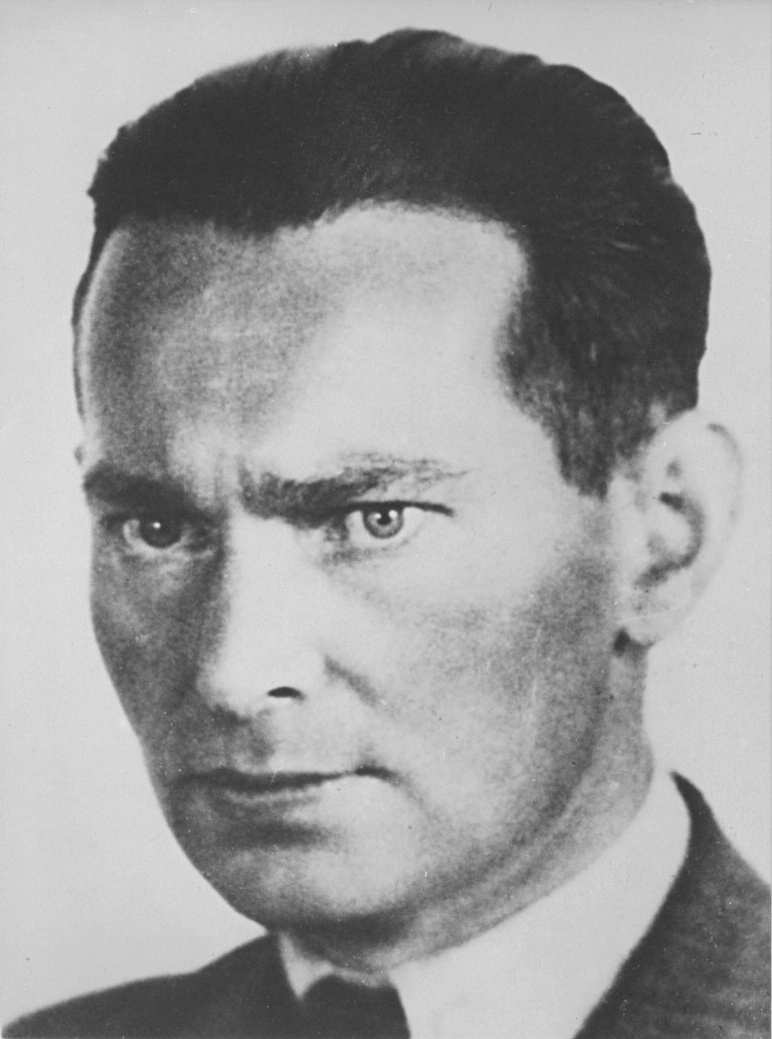
Frank van Bijnen (1910–1944) war der führende Kopf der LKP. Er wurde bei einem Angriff auf die damalige Willem-III-kazerne in Apeldoorn getötet, die heute nach ihm als Frank van Bijnenkazerne benannt ist.

Die LKP wurden im August 1943 als Untergrundorganisation von der Landelijke Organisatie voor Hulp aan Onderduikers (LO) gegründet, deutsch etwa „Nationale Organisation zur Hilfe für Untergetauchte“, um Menschen zu helfen, die sich vor den deutschen Besatzern verstecken mussten. Um zu überleben, waren diese auf Hilfe angewiesen, wie Ausweisdokumente mit falschem Namen und vor allem Lebensmittelmarken. Diese stammten nicht selten aus Überfällen auf lokale Ämter wie Gemeindeverwaltungen und insbesondere Distributiekantoren (Zuteilungsämter) oder aus Manipulationen der dort arbeitenden niederländischen Beamten. Darüber hinaus verübten LKP-Trupps auch Sabotage und gelegentlich Mordanschläge auf einzelne Soldaten der Wehrmacht und auf Kollaborateure.
Verteilt auf viele kleine Zellen, umfassten die LKP im Jahr 1944 etwa 750 Kämpfer. Am 5. September 1944 wurden sie durch Beschluss der niederländischen Regierung mit den beiden anderen wichtigen bewaffneten Widerstandsgruppen der besetzten Niederlande zu den Binnenlandse Strijdkrachten (deutsch etwa „Niederländische Inlands-Streitkräfte“) offiziell zusammengelegt. Dabei handelte es sich um den Ordedienst (OD) (deutsch „Ordnungsdienst“) und den Raad van Verzet (RVV) (deutsch „Widerstandsrat“), die bis dahin weitgehend unabhängig voneinander gegen die deutschen Besatzer gekämpft hatten.